# کلاوت
کلاوت (به ایتالیایی: Claut) یک کومونه در ایتالیا است که در استان پوردنونه واقع شده‌است.

## خصوصیات
کلاوت ۱۶۶٫۳ کیلومترمربع مساحت و ۱٬۰۲۷ نفر جمعیت دارد و ۶۱۳ متر بالاتر از سطح دریا واقع شده‌است.